# Harusame (1935)
Pour les autres navires du même nom, voir Harusame.
Le Harusame (春雨) était un destroyer de classe Shiratsuyu en service dans la Marine impériale japonaise pendant la Seconde Guerre mondiale.

## Historique

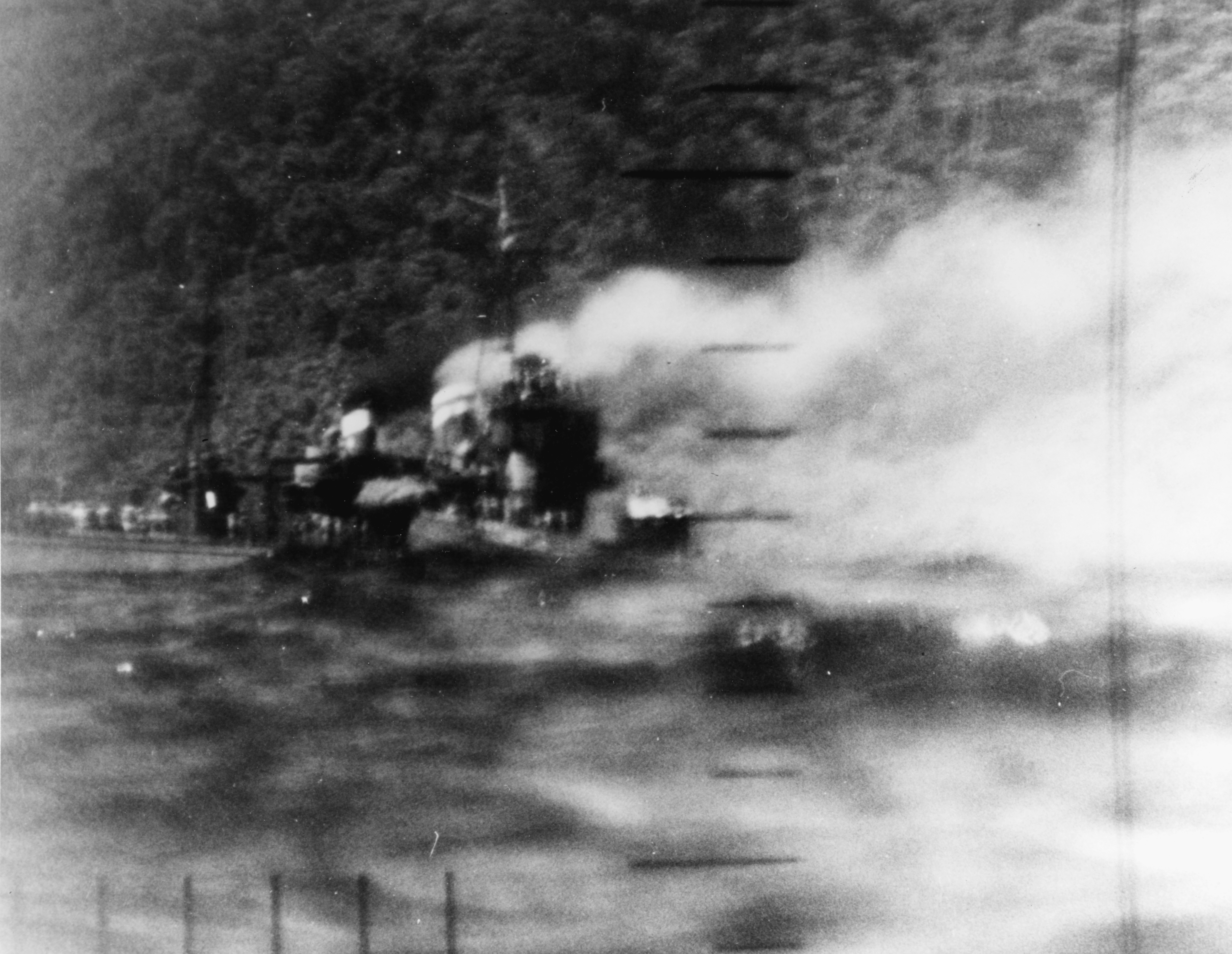
Le Harusame torpillé par le sous-marin américain Wahoo près de Wewak (Nouvelle-Guinée), le 24 janvier 1943.

Au moment de l'attaque sur Pearl Harbor, le Harusame rejoint la 2e division de destroyers de la 4e escadre de destroyers de la 2e flotte. Il quitte le district de garde de Mako participant à la bataille des Philippines pour couvrir les débarquements à Vigan et dans le golfe de Lingayen. À partir de janvier 1942, il participe l'opération "J", à l'invasion des Indes orientales néerlandaises, des invasions de Tarakan, Balikpapan et de l'est de Java. Au cours de la bataille de la mer de Java, le Harusame engage un groupe de destroyers Alliés. En mars et avril, le Harusame est basé dans la baie de Subic, à partir duquel il assiste à l'invasion de Cebu et au blocus de la baie de Manille, aux Philippines. En mai, il retourne à l'arsenal naval de Yokosuka pour des réparations.
Au cours de la bataille de Midway du 4 au 6 juin, le destroyer fait partie de la force d'occupation de Midway, commandé par l'Amiral Nobutake Kondō.
Au cours de la bataille des Salomon orientales le 24 août, il fait partie de l'escorte du cuirassé Mutsu et durant le mois de septembre, il escorte pour le transport d'hydravions Kunikawa Maru.
Entre octobre et jusqu'à la mi-novembre, le Harusame participe à neuf "Tokyo Express" à Guadalcanal ou Lae, tout en participant à la bataille de Santa Cruz le 26 octobre, sous le commandement de l'Amiral Takeo Kurita. Au cours de la première bataille navale de Guadalcanal dans la nuit du 12 au 13 novembre 1942, le Harusame revendique un croiseur allié endommagé. Il retourne à Yokosuka pour des réparations au début de décembre.
En janvier 1943, le Harusame retourne à Truk pour escorter le Asama Maru, tout en escortant des transports jusqu'à Kavieng. Le 24 janvier, il est torpillé par le sous-marin USS Wahoo, et a dû être échoué sur les plages afin d'éviter qu'il ne coule. Il est récupéré par des équipes de sauvetage, transporté à Truk pour des réparations d'urgence fin février, et atteint Yokosuka à la fin du mois de mai.
Durant le mois de février, le Harusame escorte un convoi de tanker de Tarakan et Balikpapan jusqu'à Truk. Il est endommagé par un raid aérien américain qui tue deux membres de l'équipage. En avril et en mai, il escorte des convois entre Davao, Lingga et Tawitawi. Le 8 juin, alors qu'il reçoit l'ordre d'évacuer des troupes à Biak, il est attaqué et coulé par des bombardiers B-25 de l'USAAF, à environ 30 milles (48,28032 km) au nord-ouest de Manokwari
(Nouvelle-Guinée), à la position 0° 05′ S, 132° 45′ E. 74 membres d'équipage ont été tués, dont le commandant de l'escadron, le Capitaine Masashichi Shirahama. 
Il est retiré des listes de la marine le 10 août 1944.